# Narodowa Młodzieżowa Hokejowa Liga
Narodowa Młodzieżowa Hokejowa Liga (ros. Национальная молодёжная хоккейная лига – transkr. pol. Nacionalnaja Mołodiożnaja Chokkiejnaja Liga B); w latach 2011–2016 Młodzieżowa Hokejowa Liga B (ros. Молодёжная Хоккейная Лига Б – transkr. pol. Mołodiożnaja Chokkiejnaja Liga B) – drugi poziom ligowy juniorskich rozgrywek hokeja na lodzie w Rosji.

## Historia
Rozgrywki zostały założone 27 czerwca 2011 jako druga klasa rozgrywkowa wobec pierwszej ligi juniorskiej Młodzieżowej Hokejowej Ligi (MHL), założonej w 2009. Prezesem rozgrywek był Dmitrij Jefimow. W czerwcu 2015 dyrektorem zarządzającym Niekommierczieskoje Partnierstwo Mołodiożnaja Chokkiejnaja Liga, skupiającego juniorskie rozgrywki MHL i MHL-B, został wybrany Aleksiej Morozow.
Jako motto rozgrywek MHL-B ustalono „Liga Silnych”.
Z dniem 1 maja 2016 rozgrywki przeszły pod auspicje Federacji Hokeja Rosji (FHR). W połowie sierpnia 2016 FHR zatwierdziła skład uczestników NHML na 20 drużyn (przed i w trakcie sezonu 2016/2017 redukowany do 19 i 18). We wrześniu 2016 przedstawiono logo NMHL.

## Drużyny i gracze
W lidze uczestniczą zawodnicy w wieku od 17 do 21 lat. W lidze w większości występują młodzieżowe drużyny działające pod egidą klubów seniorskich z rozgrywek KHL, WHL i innych. Sporadycznie drużyna może nie mieć powiązania z żadnym klubem seniorskim.

## Formuła
Dla zwycięzcy rozgrywek MHL-B przewidziano Puchar Regionów. W ramach rozgrywek zorganizowano mecz gwiazd o Puchar Pokolenia. Ponadto organizowano wspólny mecz MHL i MHL-B o Puchar Przyszłości, dla graczy poniżej 18 roku życia.

## Triumfatorzy
| Liga  | Sezon     | Złoty medal                                          | Srebrny medal                                        | Brązowy medal                                        | Czwarte miejsce                                      | Sezon regularny          |
| ----- | --------- | ---------------------------------------------------- | ---------------------------------------------------- | ---------------------------------------------------- | ---------------------------------------------------- | ------------------------ |
| MHL-B | 2011/2012 | Oktan Perm                                           | Kristałł Bierdsk                                     | Batyr Nieftiekamsk                                   | Dizelist Penza                                       | Kristałł Bierdsk         |
| MHL-B | 2012/2013 | Junior Kurgan                                        | Batyr Nieftiekamsk                                   | Sputnik Almietjewsk                                  | Olimpija Kirowo-Czepieck                             | Junior Kurgan            |
| MHL-B | 2013/2014 | Berkuty Kubani Krasnodar                             | Łoko-Junior Jarosław                                 | Mieczeł Czelabińsk                                   | Sputnik Almietjewsk                                  | Mieczeł Czelabińsk       |
| MHL-B | 2014/2015 | Rossosz                                              | Gorniak Uczały                                       | HK Zielenograd                                       | Batyr Nieftiekamsk                                   | Rossosz                  |
| MHL-B | 2015/2016 | Gorniak Uczały                                       | Rossosz                                              | Łoko-Junior Jarosław                                 | Czełny                                               | Rossosz                  |
| NMHL  | 2016/2017 | Gorniak Uczały                                       | Dizelist Penza                                       | Łoko-Junior Jarosław                                 | Junior Kurgan                                        | Gorniak Uczały           |
| NMHL  | 2017/2018 | Dizelist Penza                                       | Batyr Nieftiekamsk                                   | Łoko-Junior Jarosław                                 | Krasnojarskie Rysi                                   | Dizelist Penza           |
| NMHL  | 2018/2019 | Rossosz                                              | Dizelist Penza                                       | Łoko-Junior Jarosław                                 | NHK Nowomoskowsk                                     | Rossosz                  |
| NMHL  | 2019/2020 | Faza play-off nierozegrana wskutek pandemii COVID-19 | Faza play-off nierozegrana wskutek pandemii COVID-19 | Faza play-off nierozegrana wskutek pandemii COVID-19 | Faza play-off nierozegrana wskutek pandemii COVID-19 | Dinamo-Junior Petersburg |
| NMHL  | 2020/2021 | Łoko-Junior Jarosław                                 | Dinamo-Junior Petersburg                             | Dizelist Penza                                       | Riazań-WDB                                           | Dizelist Penza           |
| NMHL  | 2021/2022 | Połot Rybińsk                                        | Riazań-WDW                                           | EkoNiwa-Bobrow                                       | Dinamo-Junior Petersburg                             | EkoNiwa-Bobrow           |
| NMHL  | 2022/2023 | MHK Tambow                                           | Połot Rybińsk                                        | Olimpija Kirowo-Czepieck                             | Riazań-WDW                                           | MHK Tambow               |
| NMHL  | 2023/2024 | Junison-Moskwa                                       | MHK Tambow                                           | Połot Rybińsk                                        | Dizelist Penza                                       | MHK Riazań-WDB           |
| NMHL  | 2024/2025 | MHK Kristałł Saratów                                 | MHK Tambow                                           | Granit Czechow                                       | Fakieł Jamał                                         | MHK Riazań-WDB           |

## Superpuchar MHL
30 kwietnia 2016 w Uczałach zorganizowano mecz o Superpuchar MHL, w którym zmierzył się mistrz MHL (Łoko Jarosław) i triumfator MHL-B (Gorniak Uczały). Zwyciężyła drużyna Łoko 5:1.

## Edycje

### Sezon 2011/2012
W pierwszym sezonie rozgrywek uczestniczyło w nich 19 drużyn, które były podzielone na trzy dywizje: Zachód (7), Centrum (7), i Wschód (5). Wśród nich było 15 przedstawicieli z Rosji, dwa zespoły z Łotwy (Prizma i Juniorsk), jeden z Litwy (Baltica) i jeden z Kazachstanu (MHK Kazachmys). W ramach meczu gwiazd rozegrano mecze o Puchar Pokolenia i Puchar Przyszłości. Pierwsze mistrzostwa MHL-B wygrał zespół Oktan Perm.

### Sezon 2012/2013
Przed sezonem ligę opuścił zespół z Kazachstanu. Do MHL zostali przyjęci finaliści z edycji 2011/2012, Oktan Perm i Kristałł Bierdsk. Rozwiązany został też zespół Stalnyje Iży, działający w strukturze Iżstali Iżewsk. zaś do rozgrywek przyjęto drużyny rosyjskie HK Dmitrow, HK Junior Kurgam HK Mołnija Riazań, HK Rossosz, MHK Biełgorod, Junior Sputnik Niżny Tagił, HK Czełny, Jastrieby Omsk, Rakieta Sarow, Mietałłurg Sierow, Sputnik Almietjewsk, Twiericzi Twer. Zaakceptowano także ekipy spoza Rosji: Platina Tyraspol z Mołdawii i Metalurgs Lipawa z Łotwy. Pierwotnie przyjęty do MHL-B Patriot Budapeszt ostatecznie został przesunięty do MHL. W sumie w edycji wystartowało łącznie 31 drużyn.
| Drużyna                    | Miasto                     | Klub nadrzędny (KHL / WHL / inne ligi) |                            |                            |                            |                            |                            |                            |                            |                            |
| Dywizja Północno-Zachodnia | Dywizja Północno-Zachodnia | Dywizja Północno-Zachodnia             | Dywizja Północno-Zachodnia | Dywizja Północno-Zachodnia | Dywizja Północno-Zachodnia | Dywizja Północno-Zachodnia | Dywizja Północno-Zachodnia | Dywizja Północno-Zachodnia | Dywizja Północno-Zachodnia | Dywizja Północno-Zachodnia |
| -------------------------- | -------------------------- | -------------------------------------- | -------------------------- | -------------------------- | -------------------------- | -------------------------- | -------------------------- | -------------------------- | -------------------------- | -------------------------- |
| HC Baltica                 | Wilno                      |                                        |                            |                            |                            |                            |                            |                            |                            |                            |
| MHK Biełgorod              | Biełgorod                  |                                        |                            |                            |                            |                            |                            |                            |                            |                            |
| HK Dmitrow                 | Dmitrów                    |                                        |                            |                            |                            |                            |                            |                            |                            |                            |
| Juniors                    | Ryga                       | Dinamo Ryga                            |                            |                            |                            |                            |                            |                            |                            |                            |
| HK Klin                    | Klin                       | Titan Klin                             |                            |                            |                            |                            |                            |                            |                            |                            |
| Metalurgs                  | Lipawa                     | Liepājas Metalurgs                     |                            |                            |                            |                            |                            |                            |                            |                            |
| OGI                        | Odincowo                   |                                        |                            |                            |                            |                            |                            |                            |                            |                            |
| Platina Tyraspol           | Tyraspol                   |                                        |                            |                            |                            |                            |                            |                            |                            |                            |
| Prizma                     | Ryga                       |                                        |                            |                            |                            |                            |                            |                            |                            |                            |
| Twiericzi                  | Twer                       | THK Twer                               |                            |                            |                            |                            |                            |                            |                            |                            |
| HK Zielenograd             | Zielenograd                |                                        |                            |                            |                            |                            |                            |                            |                            |                            |
| Dywizja Powołże            |                            |                                        |                            |                            |                            |                            |                            |                            |                            |                            |
| Batyr                      | Nieftiekamsk               | Toros Nieftiekamsk                     |                            |                            |                            |                            |                            |                            |                            |                            |
| Czełny                     | Nabierieżnyje Czełny       |                                        |                            |                            |                            |                            |                            |                            |                            |                            |
| Dizelist                   | Penza                      | Dizel Penza                            |                            |                            |                            |                            |                            |                            |                            |                            |
| Irbis                      | Kazań                      | Ak Bars Kazań / Bars Kazań             |                            |                            |                            |                            |                            |                            |                            |                            |
| Kristałł-Junior            | Saratów                    | Kristałł Saratów                       |                            |                            |                            |                            |                            |                            |                            |                            |
| Ładja                      | Togliatti                  | Łada Togliatti                         |                            |                            |                            |                            |                            |                            |                            |                            |
| Mietałłurg                 | Miednogorsk                | Jużnyj Urał Orsk                       |                            |                            |                            |                            |                            |                            |                            |                            |
| Mołnija                    | Riazań                     | HK Riazań                              |                            |                            |                            |                            |                            |                            |                            |                            |
| Olimpija                   | Kirowo-Czepieck            |                                        |                            |                            |                            |                            |                            |                            |                            |                            |
| Rakieta                    | Sarow                      | HK Sarow                               |                            |                            |                            |                            |                            |                            |                            |                            |
| Rossosz                    | Rossosz                    | Buran Woroneż                          |                            |                            |                            |                            |                            |                            |                            |                            |
| Sputnik                    | Almietjewsk                | Nieftianik Almietjewsk                 |                            |                            |                            |                            |                            |                            |                            |                            |
| Dywizja Ural-Sibir         |                            |                                        |                            |                            |                            |                            |                            |                            |                            |                            |
| Ałtajskije Bierkuty        | Barnauł                    | Ałtaj Barnauł                          |                            |                            |                            |                            |                            |                            |                            |                            |
| Angarskij Jermak           | Angarsk                    | Jermak Angarsk                         |                            |                            |                            |                            |                            |                            |                            |                            |
| Jastrieby                  | Omsk                       | Awangard Omsk / Omskie Jastrieby       |                            |                            |                            |                            |                            |                            |                            |                            |
| Junior                     | Kurgan                     | Zauralje Kurgan                        |                            |                            |                            |                            |                            |                            |                            |                            |
| Junior-Sputnik             | Niżny Tagił                | Sputnik Niżny Tagił                    |                            |                            |                            |                            |                            |                            |                            |                            |
| Krasnojarskie Rysi         | Krasnojarsk                | Sokoł Krasnojarsk                      |                            |                            |                            |                            |                            |                            |                            |                            |
| Mieczeł                    | Czelabińsk                 | Iżstal Iżewsk                          |                            |                            |                            |                            |                            |                            |                            |                            |
| Mietałłurg                 | Sierow                     |                                        |                            |                            |                            |                            |                            |                            |                            |                            |

### Sezon 2013/2014
Do ligi włączono drużyny Gorniak Uczały, Berkuty Kubani, Elta Lipieck, MHK Biełgorod, Łoko-Junior Jarosław. Przed sezonem podzielono ligę na cztery dywizje po 7 drużyn umieszczonych w dwóch konferencjach po 14 uczestników.
| HC Baltica          | Wilno        |                                  |
| Berkuty Kubani      | Krasnodar    | Kubań Krasnodar                  |
| Łoko-Junior         | Jarosław     | Łokomotiw Jarosław               |
| Platina Kiszyniów   | Tyraspol     |                                  |
| Prizma              | Ryga         |                                  |
| Twiericzi           | Twer         | THK Twer                         |
| HK Zielenograd      | Zielenograd  |                                  |
| Dywizja Centralna   |              |                                  |
| MHK Biełgorod       | Biełgorod    |                                  |
| HK Dmitrow          | Dmitrów      |                                  |
| Elta                | Lipieck      | HK Lipieck                       |
| Mołnija             | Riazań       | HK Riazań                        |
| OGI                 | Odincowo     |                                  |
| Rakieta             | Sarow        | HK Sarow                         |
| Rossosz             | Rossosz      | Buran Woroneż                    |
| Konferencja Wschód  |              |                                  |
| Dywizja Powołże     |              |                                  |
| Batyr               | Nieftiekamsk | Toros Nieftiekamsk               |
| Dizelist            | Penza        | Dizel Penza                      |
| Irbis               | Kazań        | Ak Bars Kazań / Bars Kazań       |
| Iżewskaja Stal      | Iżewsk       | Iżstal Iżewsk                    |
| Kristałł-Junior     | Saratów      | Kristałł Saratów                 |
| Mietałłurg          | Miednogorsk  | Jużnyj Urał Orsk                 |
| Sputnik             | Almietjewsk  | Nieftianik Almietjewsk           |
| Dywizja Ural- Sibir |              |                                  |
| Ałtajskije Bierkuty | Barnauł      | Ałtaj Barnauł                    |
| Angarski Jermak     | Angarsk      | Jermak Angarsk                   |
| Jastrieby           | Omsk         | Awangard Omsk / Omskie Jastrieby |
| Junior-Sputnik      | Niżny Tagił  | Sputnik Niżny Tagił              |
| Krasnojarskie Rysi  | Krasnojarsk  | Sokoł Krasnojarsk                |
| Mieczeł             | Czelabińsk   | Iżstal Iżewsk                    |
| Gorniak             | Uczały       |                                  |

### Sezon 2014/2015
W sezonie zaplanowano udział 31 drużyn. Ligę opuścił zespół mistrzowski Berkuty Kubani Krasnodar, przyjęty do MHL, a także Prizma Ryga, Elita Lipieck. Z tych rozgrywek przeszedł do MHL-B Mołot Perm. Zespół przynależy do klubu Iżstal Iżewsk, Iżewskaja Stal, zastąpił Progriess Głazow, także podległy klubowi z Iżewska.
Przed sezonem podzielono ligę na dwie konferencje: Zachód (17) i Wschód (14).
| MHK Biełgorod          | Biełgorod       |                        |
| HK Briańsk             | Briańsk         |                        |
| Draguny                | Możajsk         |                        |
| Dynama-Raubiczy        | Mińsk           | Dynama Mińsk           |
| HK Dmitrow             | Dmitrów         |                        |
| HK Jelec               | Jelec           | HK Lipieck             |
| Klin Sportiwnyj        | Klin            | Titan Klin             |
| Kristałł E.            | Elektrostal     | Kristałł Elektrostal   |
| Łoko-Junior            | Jarosław        | Łokomotiw Jarosław     |
| Mołnija                | Riazań          | HK Riazań              |
| Platina Kiszyniów      | Tyraspol        |                        |
| Rakieta                | Sarow           | HK Sarow               |
| Rossosz                | Rossosz         | Buran Woroneż          |
| SKA-Wariagi            | Imieni Morozowa |                        |
| Twiericzi              | Twer            | THK Twer               |
| HK Zielenograd         | Zielenograd     |                        |
| Żalgiris               | Wilno           |                        |
| Konferencja Wschód     |                 |                        |
| Ałtajskije Bierkuty    | Barnauł         | Ałtaj Barnauł          |
| Angarski Jermak        | Angarsk         | Jermak Angarsk         |
| Batyr                  | Nieftiekamsk    | Toros Nieftiekamsk     |
| Dizelist               | Penza           | Dizel Penza            |
| Gorniak                | Uczały          |                        |
| Junior-Sputnik         | Niżny Tagił     | Sputnik Niżny Tagił    |
| Jużnyj Urał-Mietałłurg | Orsk            | Jużnyj Urał Orsk       |
| Komieta                | Samara          |                        |
| Krasnojarskie Rysi     | Krasnojarsk     | Sokoł Krasnojarsk      |
| Kristałł-Junior        | Saratów         | Kristałł Saratów       |
| Mieczeł                | Czelabińsk      |                        |
| Mołot                  | Perm            |                        |
| Progriess              | Głazow          | Iżstal Iżewsk          |
| Sputnik                | Almietjewsk     | Nieftianik Almietjewsk |

### Sezon 2015/2016
W edycji wzięły udział 23 zespoły. Drużyna HK Jelec została przemianowana na MHK Lipieck. Ligę opuściły zespoły: białoruski Dynama-Raubiczy (przeniesiony do MHL), litewski Żalgiris Elektreny oraz rosyjskie HK Dmitrow, Klin Sportiwnyj, Kristałł Elektrostal, Mołnija Riazań, Platina Kiszyniów, Rakieta Sarow, Ałtajskije Bierkuty Barnauł, Angarski Jermak Angarsk, Junior-Sputnik Niżny Tagił, Kristałł-Junior Saratów, Mołot Perm. Przyjęto drużyny rosyjskie: przyjęty z MHL HK Czełny oraz SKA-Karelija Kondopoga, Junior Kurgan, MHK Lipieck. Ponadto pojawiły się: białoruski Junost' Mińsk, kazachski Ałtaj.
Ligę nadal rozgrywano w formacie dwóch konferencji: Zachód (12) i Wschód (11).
| MHK Biełgorod          | Biełgorod            |                          |
| HK Briańsk             | Briańsk              |                          |
| Dizelist               | Penza                | Dizel Penza              |
| Draguny                | Możajsk              |                          |
| Junost'                | Mińsk                | Junost' Mińsk            |
| MHK Lipieck            | Lipieck              | HK Lipieck               |
| Łoko-Junior            | Jarosław             | Łokomotiw Jarosław       |
| Rossosz                | Rossosz              | Buran Woroneż            |
| SKA-Karelija           | Kondopoga            | SKA Sankt Petersburg     |
| SKA-Wariagi            | Imieni Morozowa      | SKA Sankt Petersburg     |
| Twiericzi              | Twer                 | THK Twer                 |
| HK Zielenograd         | Zielenograd          |                          |
| Konferencja Wschód     |                      |                          |
| Ałtaj                  | Ust-Kamienogorsk     | Torpedo Ust-Kamienogorsk |
| Batyr                  | Nieftiekamsk         | Toros Nieftiekamsk       |
| Czełny                 | Nabierieżnyje Czełny |                          |
| Gorniak                | Uczały               |                          |
| Junior                 | Kurgan               | Zauralje Kurgan          |
| Jużnyj Urał-Mietałłurg | Orsk                 | Jużnyj Urał Orsk         |
| Komieta                | Samara               |                          |
| Krasnojarskie Rysi     | Krasnojarsk          | Sokoł Krasnojarsk        |
| Mieczeł                | Czelabińsk           |                          |
| Progriess              | Głazow               | Iżstal Iżewsk            |
| Sputnik                | Almietjewsk          | Nieftianik Almietjewsk   |

### Sezon 2016/2017
Przed sezonem ligę opuścił klub Czełny, który przystąpił do rozgrywek Mistrzostw Wyższej Hokejowej Ligi, a ponadto białoruska Junost' Mińsk, oraz SKA-Wariagi, Komieta, Sputnik, kazachski Ałtaj (dwa ostatnie przeszły do MHL). Do ligi powrócił HK Dmitrow, a ponadto jako nowe drużyny przyjęto Krylja Kubani, Siewierskie Wołki.
Pierwotnie, w sierpniu 2016 przedstawiono 20 uczestników ligi, po czym na początku września ze składu został skreślony HK Zielenograd, a już w trakcie sezonu tj. na początku listopada 2016 z rozgrywek został wykluczony zespół Krylja Kubani z powodów organizacyjnych. Tym samym pierwsze w historii rozgrywki NMHL ukończyło 18 drużyn. W strukturze rozgrywek zespoły nadal podzielono na dwie konferencje, w zachodniej skupiono 12 drużyn (ukończyło 11), a w zachodniej 7 zespołów.
| MHK Biełgorod          | Biełgorod    |                      |
| HK Briańsk             | Briańsk      |                      |
| Dizelist               | Penza        | Dizel Penza          |
| HK Dmitrow             | Dmitrow      |                      |
| Draguny                | Możajsk      |                      |
| Krylja Kubani          | Kubań        | Buran Woroneż        |
| MHK Lipieck            | Lipieck      | Kubań Krasnodar      |
| Łoko-Junior            | Jarosław     | Łokomotiw Jarosław   |
| Rossosz                | Rossosz      | Buran Woroneż        |
| Siewierskie Wołki      | Siewierskaja |                      |
| SKA-Karelija           | Kondopoga    | SKA Sankt Petersburg |
| Twiericzi              | Twer         | THK Twer             |
| Konferencja Wschód     |              |                      |
| Batyr                  | Nieftiekamsk | Toros Nieftiekamsk   |
| Gorniak                | Uczały       |                      |
| Junior                 | Kurgan       | Zauralje Kurgan      |
| Jużnyj Urał-Mietałłurg | Orsk         | Jużnyj Urał Orsk     |
| Krasnojarskie Rysi     | Krasnojarsk  | Sokoł Krasnojarsk    |
| Mieczeł                | Czelabińsk   |                      |
| Progriess              | Głazow       | Iżstal Iżewsk        |

### Sezon 2017/2018
Przed sezonem ligę opuściły zespoły HK Dmitrow, SKA-Karelia (z Konferencji Zachód) oraz Gorniak Uczały, Junior Kurgan, Mieczeł Czelabińsk (Konferencja Wschód), zaś przyjęto do rozgrywek SKA-Wariagi (ponownie), Połot Rybińsk oraz Munajszy Pawłodar z Kazachstanu.
Tym samym w Konferencji Zachód skupiono 10 drużyn, a w Konferencji Wschód ulokowano 5 zespołów.
| MHK Biełgorod          | Biełgorod       |                      |
| HK Briańsk             | Briańsk         |                      |
| Dizelist               | Penza           | Dizel Penza          |
| MHK Lipieck            | Lipieck         | Kubań Krasnodar      |
| Łoko-Junior            | Jarosław        | Łokomotiw Jarosław   |
| Połot                  | Rybińsk         |                      |
| Rossosz                | Rossosz         | Buran Woroneż        |
| Siewierskie Wołki      | Siewierskaja    |                      |
| SKA-Wariagi            | Imieni Morozowa | SKA Sankt Petersburg |
| Twiericzi              | Twer            | THK Twer             |
| Konferencja Wschód     |                 |                      |
| Batyr                  | Nieftiekamsk    | Toros Nieftiekamsk   |
| Jużnyj Urał-Mietałłurg | Orsk            | Jużnyj Urał Orsk     |
| Krasnojarskie Rysi     | Krasnojarsk     | Sokoł Krasnojarsk    |
| Munajszy               | Pawłodar        |                      |
| Progriess              | Głazow          | Iżstal Iżewsk        |

### Sezon 2018/2019
Do ligi przyjęto Golden Dogs z Dmitrowa, Mietałłurg z Czerepowca, Rostow-Junior (planowo na jeden sezon), NHK z Nowomoskowska. Z rozgrywek ubyły drużyny: Siewierskie Wołki, SKA-Wariagi (przyjęty do edycji MHL (2018/2019)), Batyr, Jużnyj Urał-Mietałłurg, Krasnojarskie Rysi, Munajszy
Tym samym zredukowano liczbę uczestników z 15 do 13 oraz zaniechano podziału strukturalnego na konferencje, tworząc jednolitą grupę zespołów.
| Drużyna          | Miasto       | Klub nadrzędny (KHL / WHL / inne ligi) |
| ---------------- | ------------ | -------------------------------------- |
| MHK Biełgorod    | Biełgorod    |                                        |
| HK Briańsk       | Briańsk      |                                        |
| Dizelist         | Penza        | Dizel Penza                            |
| Golden Dogs      | Dmitrow      |                                        |
| Łoko-Junior      | Jarosław     | Łokomotiw Jarosław                     |
| MHK Lipieck      | Lipieck      | Kubań Krasnodar                        |
| Mietałłurg WO    | Czerepowiec  | Siewierstal Czerepowiec                |
| NHK Nowomoskowsk | Nowomoskowsk |                                        |
| Połot            | Rybińsk      |                                        |
| Progriess        | Głazow       | Iżstal Iżewsk                          |
| Rossosz          | Rossosz      | Buran Woroneż                          |
| Rostow-Junior    | Rostów       | HK Rostów                              |
| Twiericzi        | Twer         | THK Twer                               |

### Sezon 2019/2020
Dotychczasowa drużyna NHK Nowomoskowsk została przemianowana na Akademię Michajłowa. Przed sezonem ligę opuściły drużyny Golden Dogs Dmitrow i Rostow-Junior, a do sezonu przyjęto zespoły: MHK Kristałł Saratów, MHK Olimpija Kirowo-Czepieck, AK59 Perm, MHK Riazań, GUOR Karelija Kondopoga
Tym samym w sezonie grało 17 drużyn. Przywrócono podział na konferencje. W Konferencji Zachód skupiono 9 drużyn, a w Konferencji Wschód ulokowano 8 zespołów.
| Drużyna              | Miasto             | Klub nadrzędny (KHL / WHL / inne ligi) |                    |                    |                    |                    |                    |                    |                    |
| Konferencja Zachód   | Konferencja Zachód | Konferencja Zachód                     | Konferencja Zachód | Konferencja Zachód | Konferencja Zachód | Konferencja Zachód | Konferencja Zachód | Konferencja Zachód | Konferencja Zachód |
| -------------------- | ------------------ | -------------------------------------- | ------------------ | ------------------ | ------------------ | ------------------ | ------------------ | ------------------ | ------------------ |
| Akademija Michajłowa | Nowomoskowsk       |                                        |                    |                    |                    |                    |                    |                    |                    |
| MHK Biełgorod        | Biełgorod          |                                        |                    |                    |                    |                    |                    |                    |                    |
| HK Briańsk           | Briańsk            |                                        |                    |                    |                    |                    |                    |                    |                    |
| Dinamo-Junior        | Petersburg         | Dinamo Sankt Petersburg                |                    |                    |                    |                    |                    |                    |                    |
| MHK Lipieck          | Lipieck            | Kubań Krasnodar                        |                    |                    |                    |                    |                    |                    |                    |
| GUOR Karelija        | Kondopoga          |                                        |                    |                    |                    |                    |                    |                    |                    |
| MHK Riazań           | Riazań             | HK Riazań                              |                    |                    |                    |                    |                    |                    |                    |
| Rossosz              | Rossosz            | Buran Woroneż                          |                    |                    |                    |                    |                    |                    |                    |
| Twiericzi-SSzor      | Twer               | THK Twer                               |                    |                    |                    |                    |                    |                    |                    |
| Konferencja Wschód   |                    |                                        |                    |                    |                    |                    |                    |                    |                    |
| AK-59                | Perm               | Mołot-Prikamje Perm                    |                    |                    |                    |                    |                    |                    |                    |
| Dizelist             | Penza              | Dizel Penza                            |                    |                    |                    |                    |                    |                    |                    |
| MHK Kristałł         | Saratów            | Kristałł Saratów                       |                    |                    |                    |                    |                    |                    |                    |
| Łoko-Junior          | Jarosław           | Łokomotiw Jarosław                     |                    |                    |                    |                    |                    |                    |                    |
| Mietałłurg WO        | Czerepowiec        | Siewierstal Czerepowiec                |                    |                    |                    |                    |                    |                    |                    |
| MHK Olimpija         | Kirowo-Czepieck    | Olimpija Kirowo-Czepieck               |                    |                    |                    |                    |                    |                    |                    |
| Połot                | Możajsk            |                                        |                    |                    |                    |                    |                    |                    |                    |
| Progriess            | Głazow             | Iżstal Iżewsk                          |                    |                    |                    |                    |                    |                    |                    |

Etap play-off miał rozpocząć się 14 marca 2020, aczkolwiek nie został rozegrany z powodu pandemii COVID-19. FHR zorganizowała internetowy konkurs na najpopularniejszą drużynę Ligi, a w głosowaniu została nią wybrana AK-59 Perm.

### Sezon 2020/2021
Akademija Michajłowa została przetransferowana miejscowo z Nowomoskowska do Tuły oraz przeniesiona z NMHL do MHL. Przed sezonem ligę opuściły drużyny MHK Kristałł Saratów i MHK Olimpija Kirowo-Czepieck, a do sezonu przyjęto zespoły: HK Dinamo-576 z Petersburga, Sokoł Nowoczeboksarsk, HK Bobrow.
Do sezonu zatwierdzono 18 drużyn. W strukturze ponownie ustalono jednolitą tabelę bez podziału na konferencje.
| Drużyna           | Miasto          | Klub nadrzędny (KHL / WHL / inne ligi) |
| ----------------- | --------------- | -------------------------------------- |
| HK AK-59          | Perm            | Mołot-Prikamje Perm                    |
| MHK Biełgorod     | Biełgorod       |                                        |
| HK Bobrow         | Bobrow          |                                        |
| HK Briańsk        | Briańsk         |                                        |
| Dinamo-576        | Petersburg      |                                        |
| Dinamo-Junior     | Petersburg      | Dinamo Sankt Petersburg                |
| Dizelist          | Penza           | Dizel Penza                            |
| MHK Lipieck       | Lipieck         | Kubań Krasnodar                        |
| Łoko-Junior       | Jarosław        | Łokomotiw Jarosław                     |
| Mietałłurg WO     | Czerepowiec     | Siewierstal Czerepowiec                |
| Mietałłurg Sierow | Sierow          |                                        |
| Połot             | Możajsk         |                                        |
| Progriess         | Głazow          | Iżstal Iżewsk                          |
| Riazań-WDW        | Riazań          | HK Riazań                              |
| HK Rossosz        | Rossosz         | Buran Woroneż                          |
| SKA-GUOR Karelija | Kondopoga       |                                        |
| Sokoł             | Nowoczeboksarsk |                                        |
| Twiericzi-SSzor   | Twer            | THK Twer                               |

### Sezon 2021/2022
Przed sezonem ligę opuścił aktualny mistrz, Łoko-Junior Jarosław, który jak Łoko-76 został przyjęty do sezonu MHL (2021/2022).
| AKM-Junior        | Nowomoskowsk |
| Artkika           | Murmańsk     |
| MHK Biełgorod     | Biełgorod    |
| EkoNiwa-Bobrow    | Bobrow       |
| HK Briańsk        | Briańsk      |
| HK Dinamo-576     | Petersburg   |
| Dinamo-Junior     | Petersburg   |
| MHK Jamał         | Salechard    |
| Rossosz           | Rossosz      |
| SKA-GUOR Karelija | Kondopoga    |
| Sokoł KK          | Kursk        |

| Dizelist        | Penza           |
| GUOR            | Jarosław        |
| MHK Kristałł    | Saratów         |
| MHK Lipieck     | Lipieck         |
| Mietałłurg WO   | Czerepowiec     |
| MHK Olimpija    | Kirowo-Czepieck |
| Połot           | Rybińsk         |
| Progriess       | Głazow          |
| Riazań-WDW      | Riazań          |
| Sokoł NCzB      | Nowoczeboksarsk |
| Twiericzi-SSzor | Twer            |

### Sezon 2022/2023
Przed edycją z ligi wycofano AKM-Junior i SKA-Karelja (przyjęte do sezonu MHL 2022/2023) oraz GUOR z Jarosławia i Rossosz, natomiast nowymi drużynami zostały HK Widnoje, MHK Tambow z Miczurinska, Junison-Moskwa i Proton Nowoworoneż. W związku z tym liczba drużyn (22) pozostała niezmienna.

### Sezon 2023/2024
W porównaniu do poprzedniego sezonu z rozgrywek usunięto MHK Jamał Salechard (zastąpił go Fakieł z tego miasta), HK Widnoje, a przyjęto HK Granit Czechow, MHK Jermak Angarsk, Chors Podolsk. Do sezonu przystąpiły 23 ekipy.

### Sezon 2024/2025
Przed sezonem doszło do zmian w gronie uczestników. W zakresie Konferenji Zachód ubyły zespoły Ubył Junison-Moskwa i Dinamo-Junior Sankt-Petersburg, a zostały przyjęte MHK Kaługa, Tajfun Sankt-Petersburg i Wojewoda Podolsk, natomiast w ramach Konferencji Wschód usunięto MHK Olimpija Kirowo-Czepieck, a przyjęto ekipę Gwardija Krasnodar, wobec czego w obu konferencjach zatwierdzono po 12 drużyn, co dało łącznie 24 wszystkich w NMHL. Triumfatorem została drużyna MHK Kristałł Saratów, która do fazy play-off przystąpiła z 7. miejsca w Konferencji Wschód po sezonie zasadniczym.